# Clairo
Claire Elizabeth Cottrill (* 18. srpna 1998 Atlanta, Georgie) známá profesionálně jako Clairo, je americká písničkářka. Narodila se v Atlantě, vyrůstala v Carlisle ve státě Massachusetts a ve 13 letech začala zveřejňovat hudbu na internetu. Proslavila se po virálním úspěchu videoklipu k jejímu lo-fi singlu Pretty Girl z roku 2017. Následně podepsala nahrávací smlouvu se společností Fader Label, s kterou v roce 2018 vydala své debutové EP Diary 001. Její debutové studiové album Immunity vyšlo v roce 2019 a sklidilo ohlas u kritiků. Podle žebříčku NME 50 nejlepších alb roku 2019 je album desátým nejlepším albem roku. Druhé studiové album Sling vyšlo v červenci 2021. Album bylo nahráno na podzim 2020 a na jeho produkci spolupracovala s Jackem Antonoffem.

## Diskografie

### Studiová alba
- Immunity (2019)
- Sling (2021)
- Charm (2024)

### EP
- Diary 001! (2018)